# 장미열매

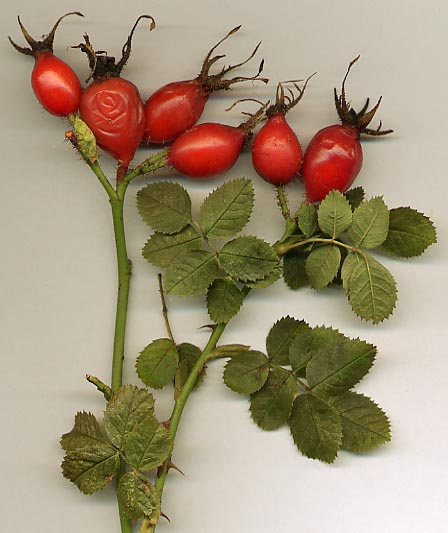
장미열매

장미열매는 장미나무에서 맺는 열매이다. 그래서 로즈힙(영어: rose hip)이라고도 한다.

## 쓰임새
스웨덴에서는 로즈힙으로 수프인 뉘폰소파를 끓여 먹고, 독일과 스위스에서는 로즈힙으로 잼인 하게부텐마르크를 만들어 먹는다.
사향장미나 스위트들장미, 개장미 등의 열매 속에 든 씨에서 장미씨기름(로즈힙 시드 오일)을 추출하기도 한다.

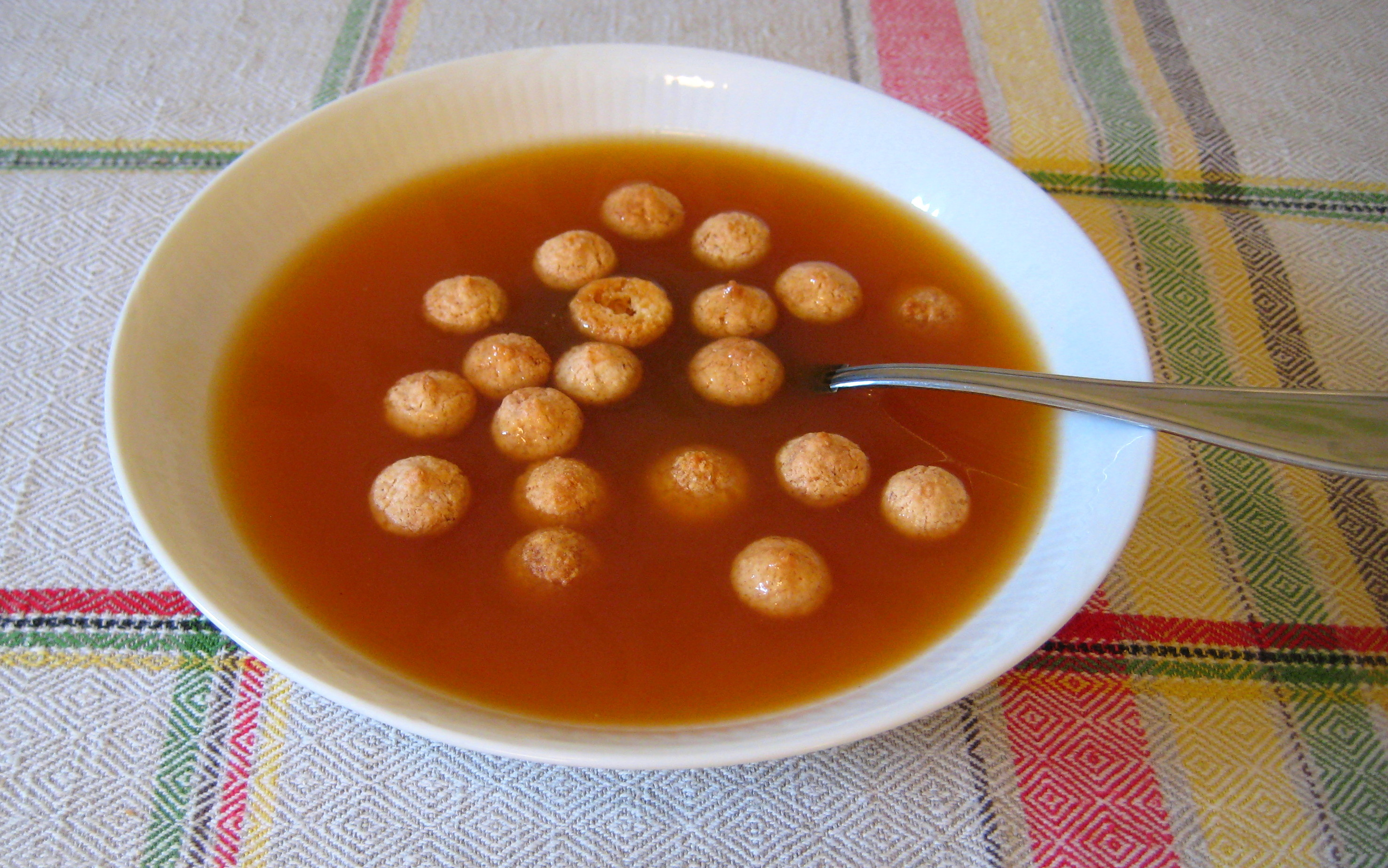
뉘폰소파 (로즈힙 수프)
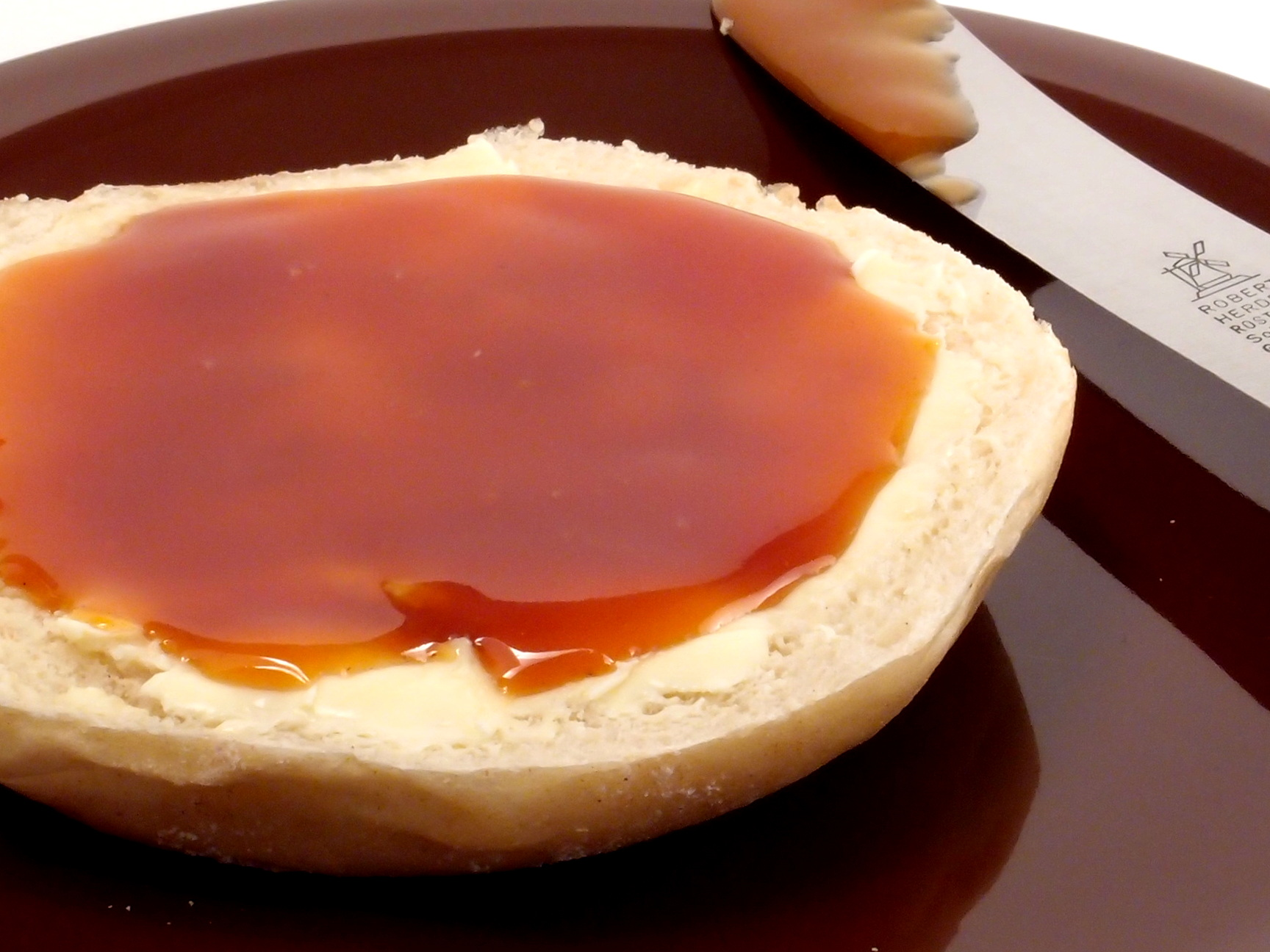
하게부텐마르크 (로즈힙 잼)

## 갤러리

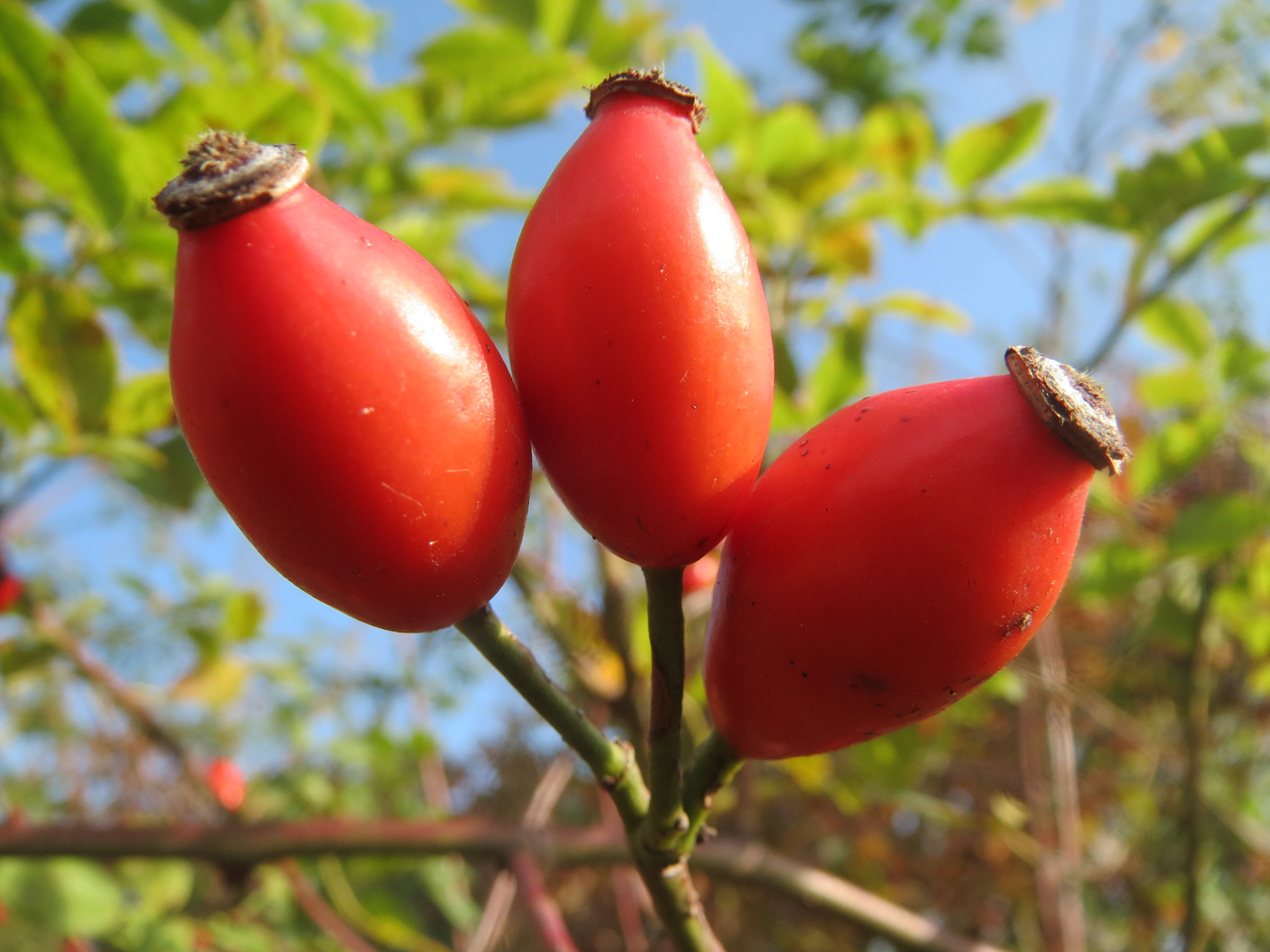
개장미 열매
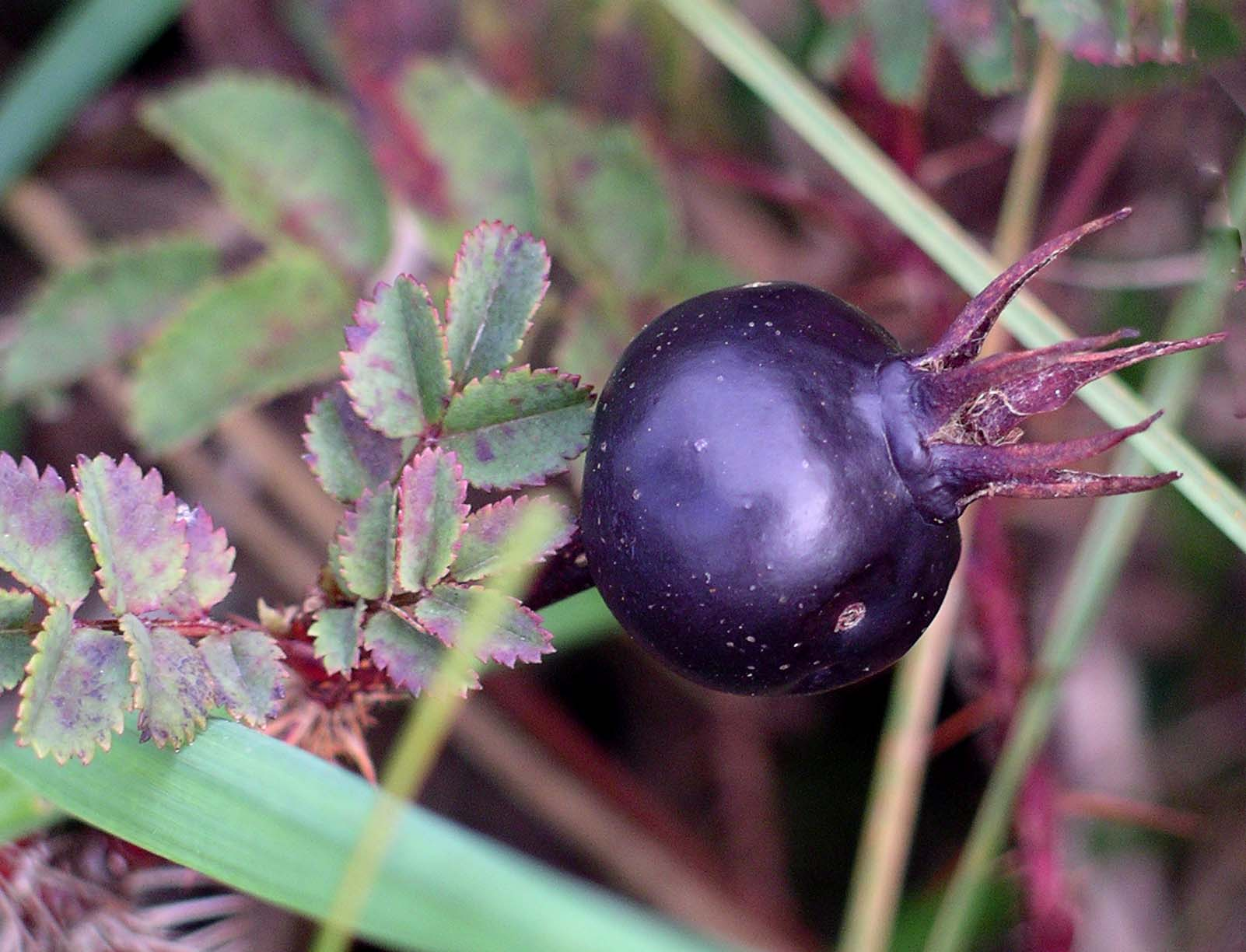
둥근인가목 열매
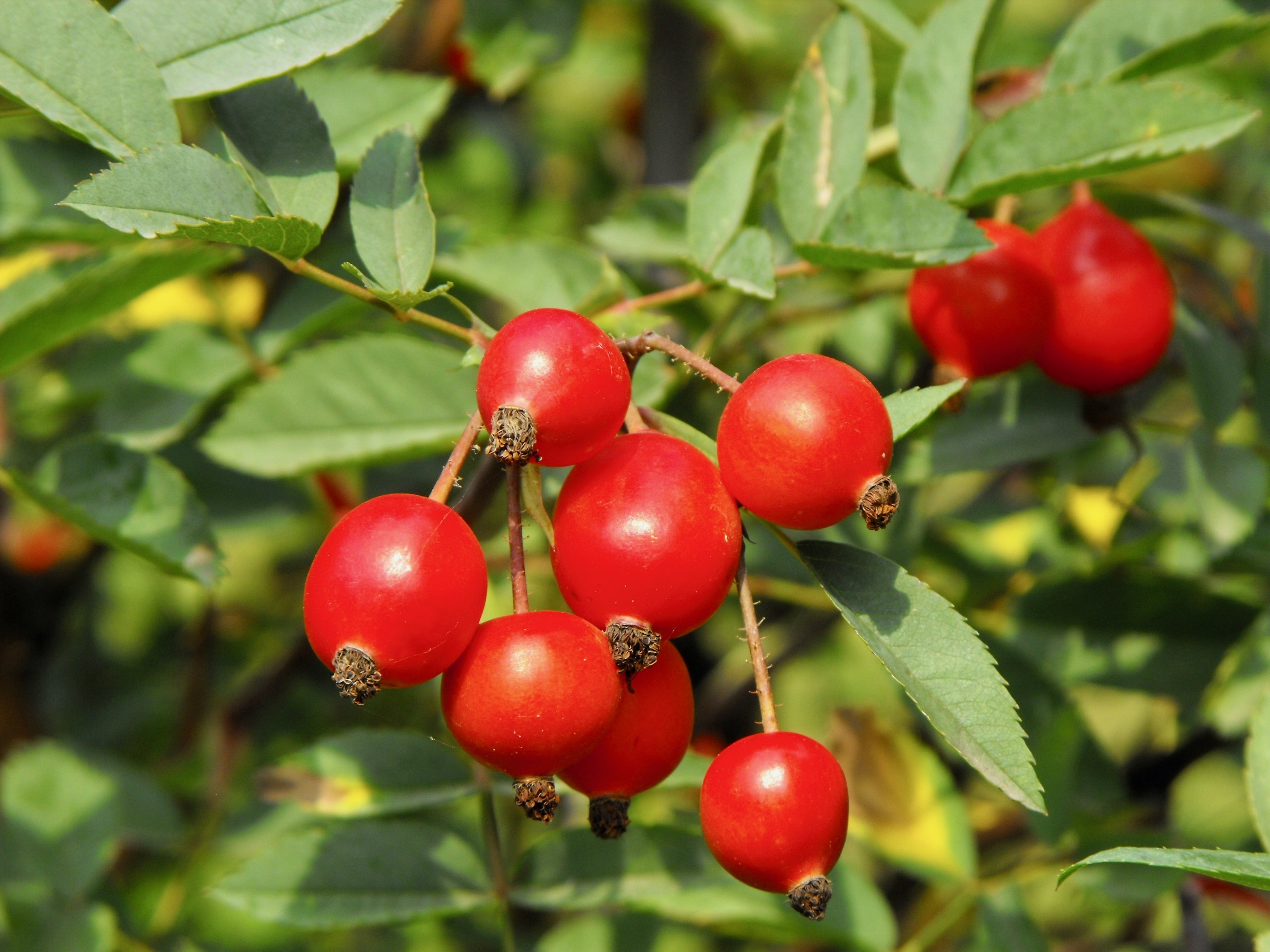
붉은잎장미 열매
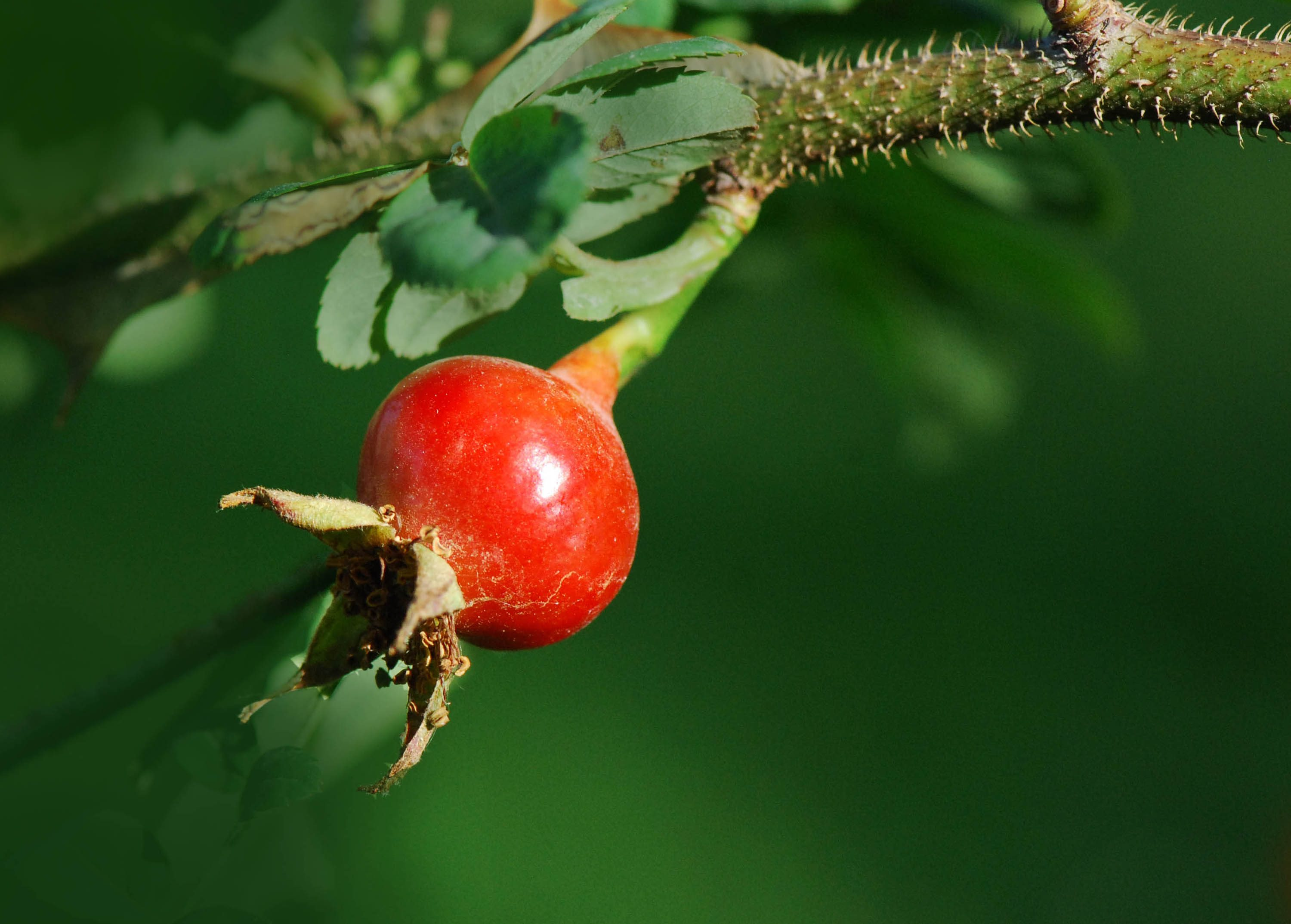
비단장미 열매
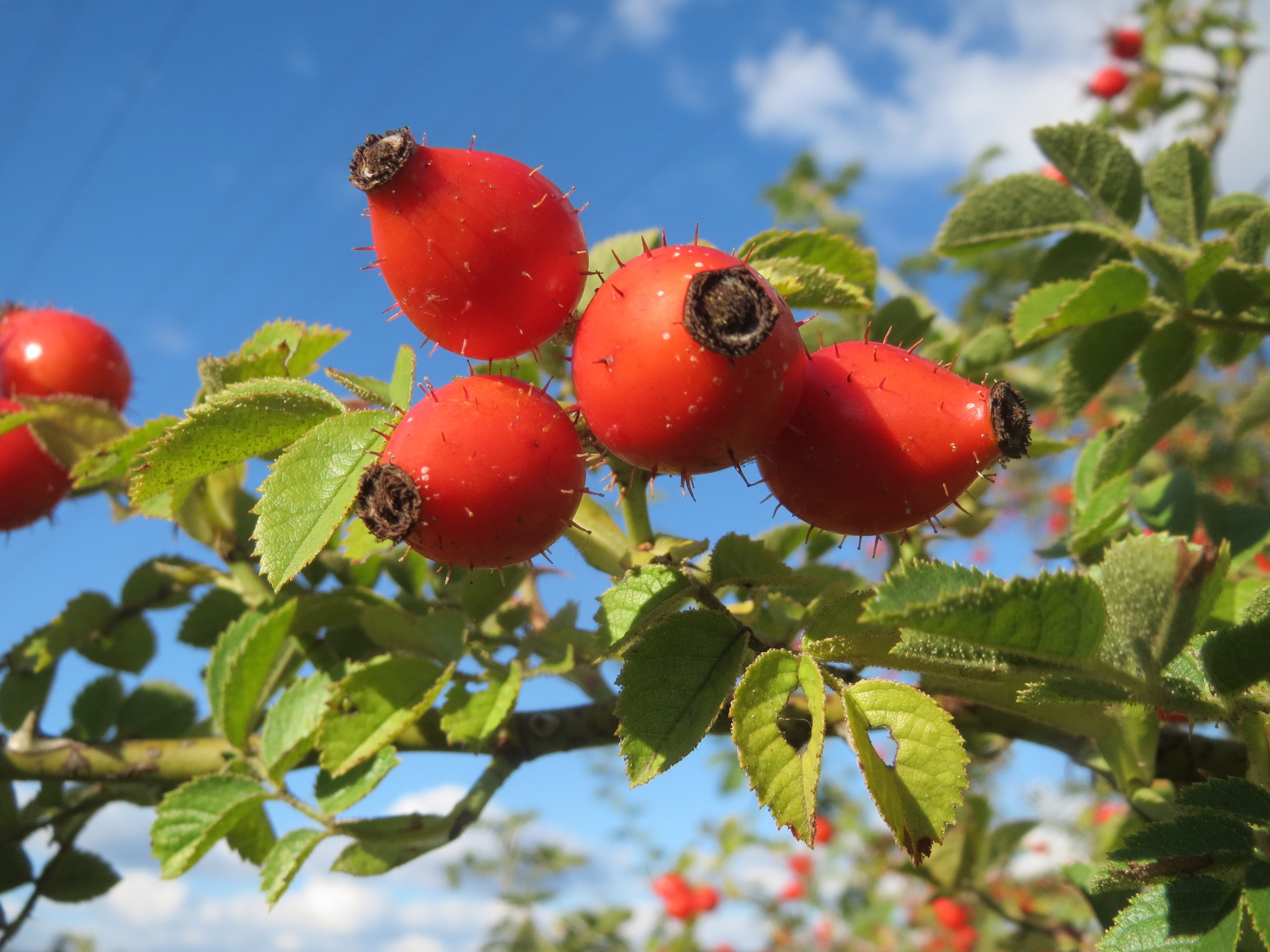
스위트들장미 열매
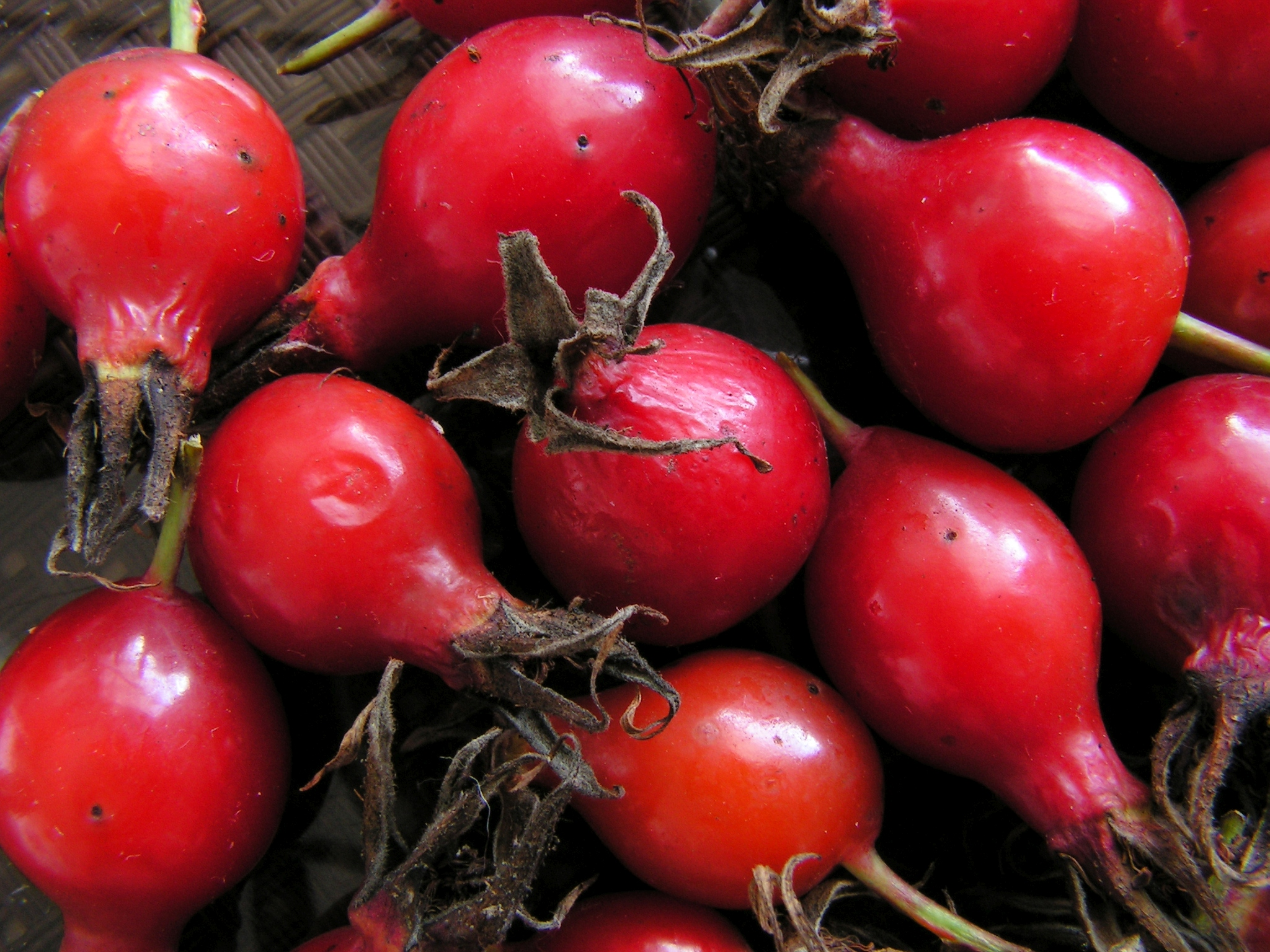
시나몬장미 열매
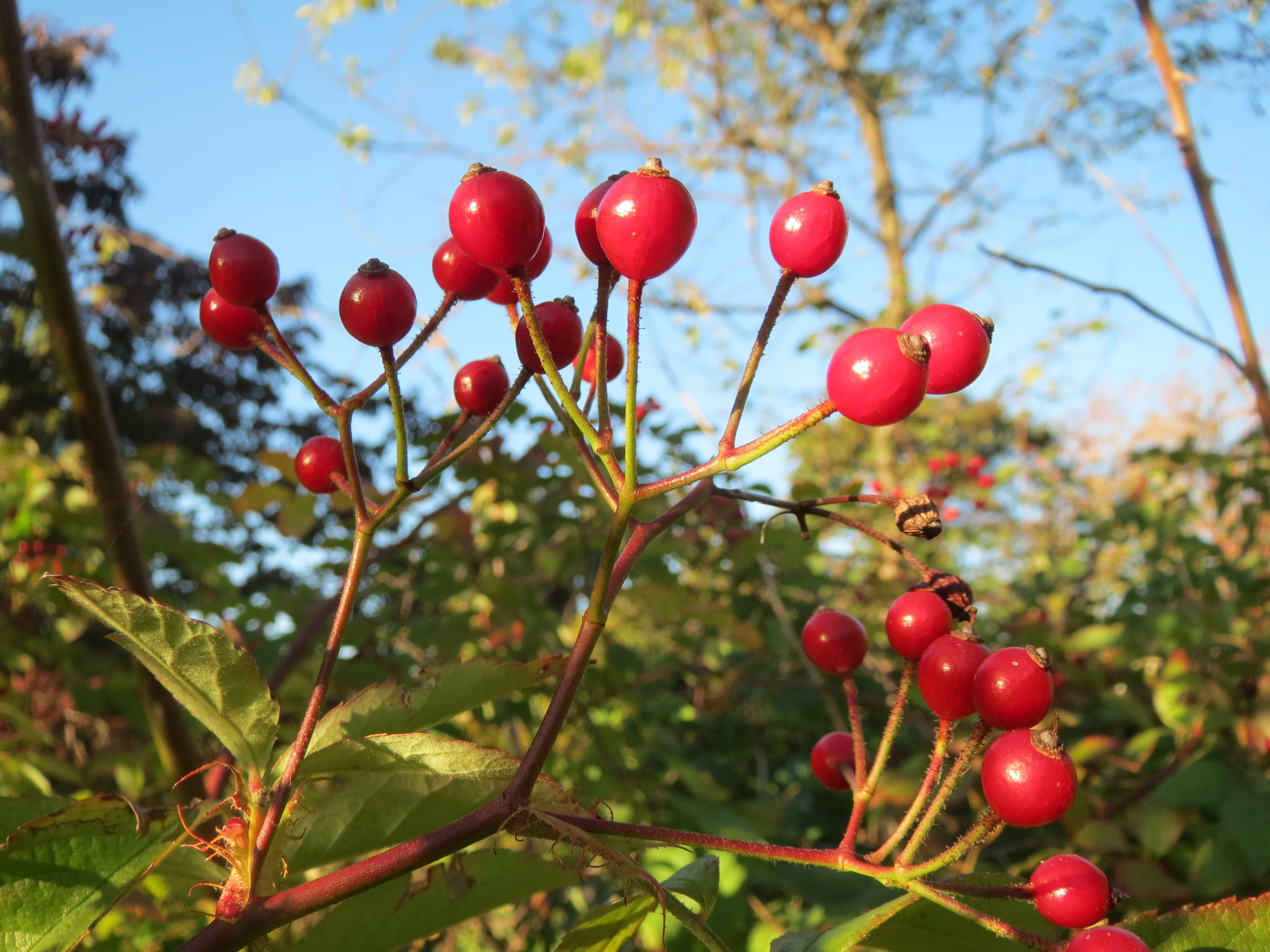
찔레꽃 열매
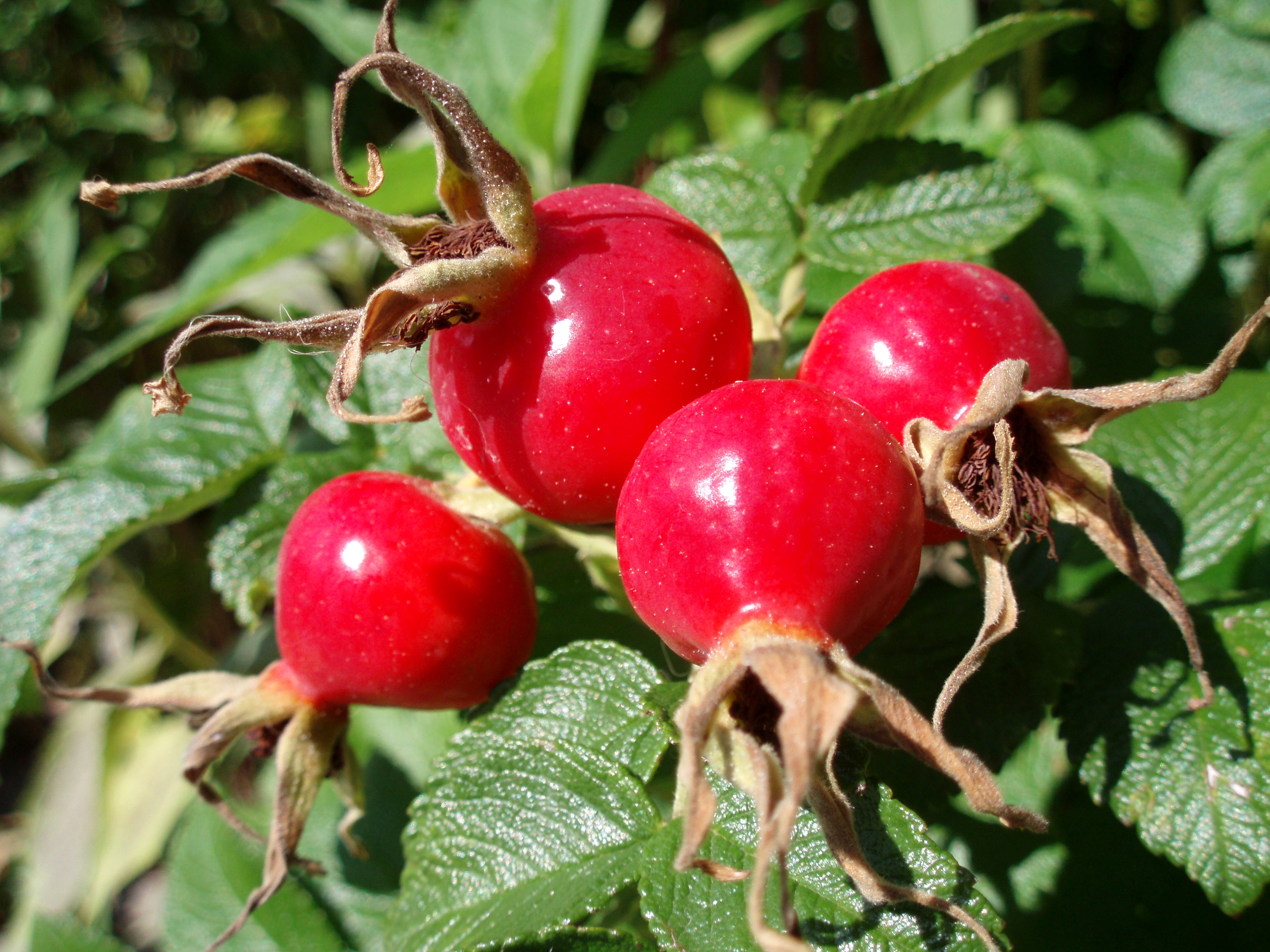
해당화 열매

## 같이 보기
- 뉘폰소파